# Molophilus horakae
Molophilus horakae là một loài ruồi trong họ Limoniidae. Chúng phân bố ở miền Australasia.